# Dorosziwci
Dorosziwci (ukr. Дорошівці) – wieś na Ukrainie, w obwodzie czerniowieckim, w rejonie czerniowieckim, nad Dniestrem. W 2001 roku liczyła 1534 mieszkańców.